# Boutervilliers
Boutervilliers település Franciaországban, Essonne megyében. Lakosainak száma 429 fő (2022. január 1.). Boutervilliers La Forêt-le-Roi, Chalo-Saint-Mars, Boissy-le-Sec, Étampes, Plessis-Saint-Benoist, Richarville és Saint-Hilaire községekkel határos.

## Népesség
A település népességének változása:
| Lakosok száma | 398  | 427  | 439  | 425  | 426  | 426  | 430  | 430  | 429  |
|               | 2013 | 2015 | 2016 | 2017 | 2018 | 2019 | 2020 | 2021 | 2022 |